# 阿洛拉
阿洛拉，是西班牙安达卢西亚自治区马拉加省的一个市镇。 总面积170平方公里，
2001年普查人口總數為12363人，人口密度為每平方公里73人。